# Ketill Þorláksson
Ketill Þorláksson (m. 1273) fue un caudillo medieval y lagman (lögsögumaður) de Islandia en el siglo XIII. Pertenecía al clan familiar de los Haukdælir. Hijo del influyente caudillo y goði Þorlákur Ketilsson de Hítardalur y otras plazas islandesas. Casó en 1221 con la hija de Þorvaldur Gissurarson, por lo tanto también era la hermana del jarl Gissur Þorvaldsson. En 1224 vendió Hítardalur y al regreso de su exilio se afincó en Landssveit donde vivió hasta 1235, para trasladarse posteriormente al oeste, en Kolbeinsstaðir donde vivió hasta su muerte el 11 de febrero de 1273.
Ketill desempeñó sus funciones como lagman entre 1259 y 1262 hasta la entrada en vigor del Gamli sáttmáli.